# 蔚山高層ビル火災
蔚山高層ビル火災 （ウルサンこうそうビルかさい）とは、2020年10月8日から9日にかけて、大韓民国蔚山広域市南区の高層ビル「蔚山サムファン・アールヌーボー」で発生した火災。

## 概要
2020年10月8日午後11時7分、蔚山広域市南区北部の達洞にある、33階建ての商業施設とマンションの複合ビル「蔚山サムファン・アールヌーボー」で大規模な火災が発生した。12階のバルコニーで発生した火は、強風に煽られながら外壁を伝って瞬く間に広がり、建物全体を包んだ。午後11時20分、消防隊が現場に到着し、消火活動にあたったが、瞬間秒速15メートルに達する強風と火災現場が高層建築で、蔚山消防本部にはこれに対応できる70m高架はしご車がないことが活動の妨げになった。ソウル消防災難本部、釜山消防安全本部、京畿道災難安全本部、世宗特別自治市消防本部から70m高架はしご車が各1台ずつ動員された。大きな火は2時間ほどで消し止められ、翌9日午前5時までには28階を除く大部分は鎮火したと思われたが、強風により再び燃え広がり、隣の棟まで延焼した。9日午後12時35分、ほぼ鎮火し、午後2時50分、消火開始から約15時間30分後、完全に鎮火した。火災現場には消防隊930名が投入され、警察や地方自治体等関係機関の75名を合わせると、動員者数は計1,005名に上った。
大規模な火災で避難者は数百人に達したが、住民は、消防署への通報後、濡れたタオルなどで口と鼻をおさえながら安全な場所へ素早く移動し、その間、高齢者や子供の移動を助け、隣人のドアを叩いて火災を知らせるなど、適切に対処したため、大きな人的被害には至らなかった。屋上に避難した40人程の住民は、火中に取り残されたが、蔚山消防本部により救出された。煙を吸い込むなどにより、住民ら93人が病院で手当てを受け、うち3名が重傷だったが、死者はなかった。原因は調査中である。